# Навчальна зенітна дивізія (Третій Рейх)
Навчальна зенітна дивізія (нім. Flak-Ersatz-Division) — зенітна дивізія Вермахту, що діяла протягом Другої світової війни у складі Повітряних сил Третього Рейху.

## Історія з'єднання
25 червня 1941 року в Берліні розгорнули Командування зенітних навчальних і зенітних резервних полків для заміни (нім. Kommandeurs der Flakausbildungs- und Flakersatzregimenter). 10 квітня 1943 року структуру перейменували на Вище командування зенітних навчальних і зенітних полків для заміни (нім. Höherer Kommandeur der Flakausbildungs- und Flakersatzregimenter). 15 квітня 1944 року її остаточно перейменували на навчальну запасну зенітну дивізію. Коли внаслідок наступу союзників стало очевидно, що Німецький Рейх розділять на північну та південну частини, 13 квітня 1945 року дивізію перейменували на зенітну школу та резервну дивізію «Південь» (нім. Flak-Schul- und Ersatz-Division Süd).

## Райони бойових дій
- Німеччина (червень 1941 — 13 квітня 1945)

## Командування

### Командири
- генерал-майор Ганс-Юрген фон Віцендорфф (25 червня 1941 — 14 січня 1945)
- генерал-майор Еріх Альт (14 січня — 13 квітня 1945)

### Підпорядкованість
| Час       | Корпус | Командування/Флот                                    | Штаб     |
| --------- | ------ | ---------------------------------------------------- | -------- |
| 1941      |        |                                                      |          |
| 25 червня | —      | Генерал-інспектор зенітної артилерії Люфтваффе       | Бреслау  |
| 1942      |        |                                                      |          |
| 1 січня   | —      | Генерал-інспектор зенітної артилерії Люфтваффе       | Бреслау  |
| 1943      |        |                                                      |          |
| 1 січня   | —      | Генерал-інспектор зенітної артилерії Люфтваффе       | Бреслау  |
| 1944      |        |                                                      |          |
| 1 січня   | —      | Генерал-інспектор зенітної артилерії Люфтваффе       | Бреслау  |
| 1 липня   | —      | 10-й повітряний флот                                 | Веймар   |
| 1945      |        |                                                      |          |
| 1 січня   | —      | 10-й повітряний флот                                 | Веймар   |
| лютий     | —      | 10-й повітряний флот                                 | Цирндорф |
| березень  | —      | Командування підготовки зенітної артилерії Люфтваффе | Мюнхен   |

### Склад
| 1941                       |
| -------------------------- |
| 1-й зенітний запасний полк |
| 2-й зенітний запасний полк |
| 3-й зенітний запасний полк |
| 4-й зенітний запасний полк |
| 5-й зенітний запасний полк |
| 6-й зенітний запасний полк |
| 7-й зенітний запасний полк |